# Arma de destrucció massiva

Les armes de destrucció massiva són les nuclears, biològiques i químiques.

Les armes de destrucció massiva (ADM; en anglès WMD, weapons of mass destruction) són armes dissenyades per a matar moltes persones de manera indiscriminada.
Actualment, es consideren armes de destrucció massiva les nuclears, les biològiques i les químiques. Quan l'expressió va ser encunyada el 1937, es referia més aviat als bombardejos aeris de la Luftwaffe nazi que donaven suport a l'exèrcit revoltat a la Guerra Civil espanyola, sent el cas més tristament cèlebre el de Gernika.
Tradicionalment, el terme emprat per a referir-se conjuntament a aquesta mena d'armes era armes no convencionals. L'ús actual de l'expressió armes de destrucció massiva com a designació conjunta d'armes nuclears, biològiques i químiques va ser creat en la resolució núm. 687 del Consell de Seguretat de Nacions Unides el 1991.
Aquesta resolució es refereix a l'«amenaça que totes les armes de destrucció massiva suposen per a la pau i la seguretat», i esmenta en particular les nuclears, biològiques i químiques, així com els tres tractats rellevants per a aquestes armes: 
- Tractat de prohibició parcial de proves nuclears
- Tractat de No-Proliferació Nuclear
- Convenció sobre Armes Biològiques
- Convenció sobre Armes Químiques

L'ús d'aquesta expressió és motiu de controvèrsia. Es va popularitzar sobretot durant la crisi de desarmament iraquià el 2002 i va servir com pretext per a la Guerra de l'Iraq, encara que finalment no es van trobar armes de destrucció massiva en poder del govern iraquià.
Per contra, els exèrcits invasors estatunidenc i britànic sí que van utilitzar durant l'atac bombes brutes d'urani empobrit.
En general, armes de destrucció massiva és un terme usat amb funció propagandística, utilitzat per a fer referència a les armes nuclears, biològiques i químiques de què suposadament disposa un enemic.

## Altres armes de destrucció massiva
Malgrat el consens en els tres tipus d'armes abans esmentats, hi ha un altre tipus d'armes àmpliament condemnades per la comunitat internacional, però d'ús encara avui dia, que igualment poden eliminar un gran nombre de persones de manera indiscriminada. Entre aquest tipus d'altres armes estarien:
- Mines antipersona: es compleixen les dues premisses bàsiques d'una arma de destrucció massiva: mata indiscriminadament i en gran nombre, amb l'excepció que les morts es produeixen al llarg de molts anys.
- Bombes de dispersió: usades en bombardejos sobre les ciutats, poden ser letals per a moltíssimes persones, ja que es divideixen en múltiples ogives que cauen aleatòriament destruint tot el que hi ha en una certa àrea. També estan prohibides per l'ONU.
- Munició d'urani empobrit: l'urani empobrit, usat en la fabricació de municions per la seva alta densitat i alt punt de fusió. Malgrat el seu nivell baix de radioactivitat, en ser usat amb la suficient freqüència sobre una zona de conflicte amb abundant població civil pot provocar a curt i mitjà termini un increment substancial dels casos de càncer i malformacions congènites. S'han documentat casos a Kosovo i Sèrbia, i sobretot a l'Iraq on l'exèrcit americà les va usar intensament. Els projectils d'urani empobrit, en impactar, alliberen i polvoritzen la seva càrrega radioactiva pel que els pot considerar com bombes brutes.

## Evolució de l'ús del terme

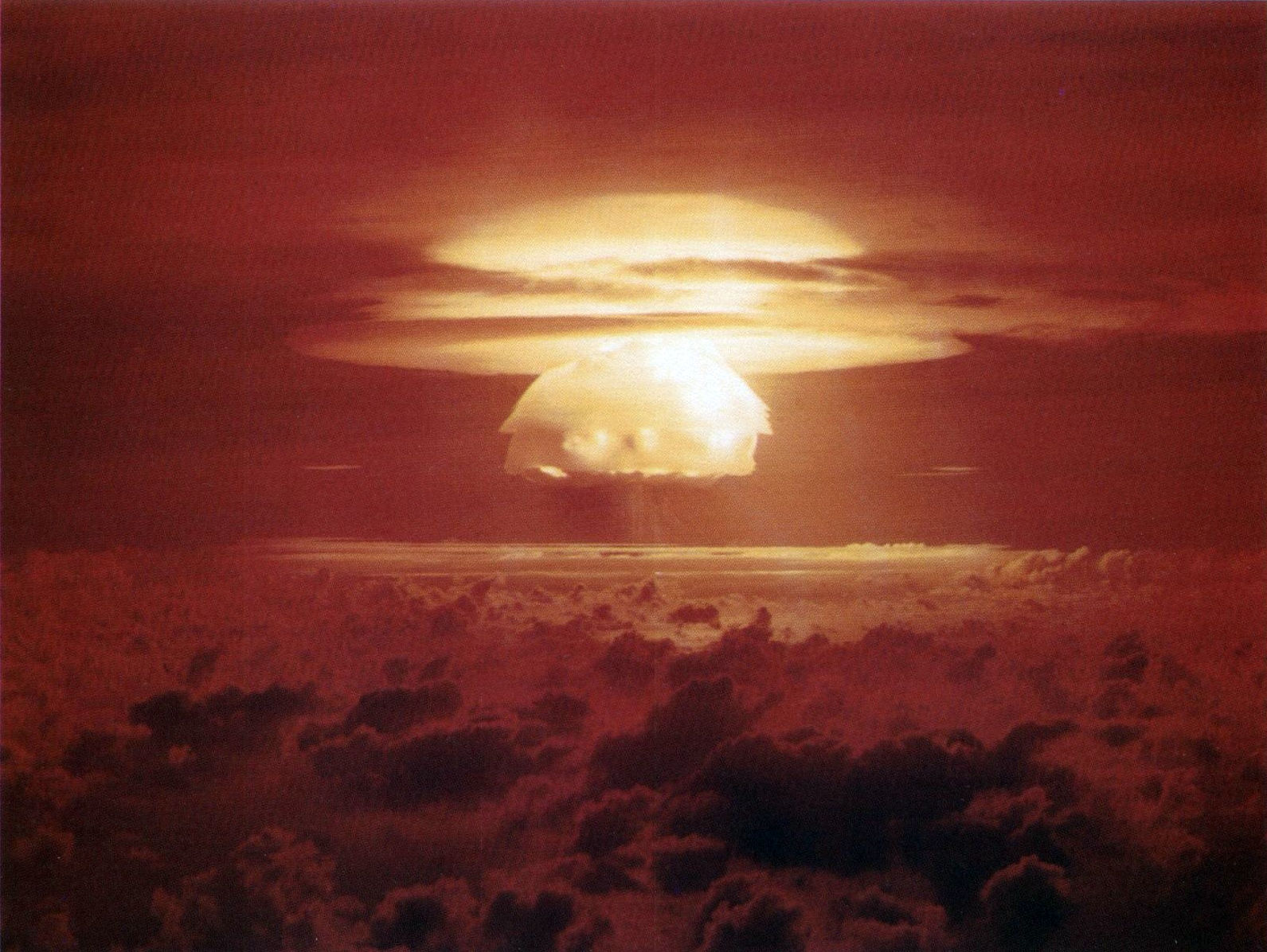
Explosió nuclear

Durant la Guerra Freda, el terme armes de destrucció massiva es referia principalment a les armes nuclears. En aquella època, en el món occidental s'utilitzava l'eufemisme "armes estratègiques" per a referir-se a l'arsenal nuclear estatunidenc. No obstant això, no existeix una definició precisa de la categoria "estratègica", ni considerant l'abast ni el rendiment de l'arma nuclear.
Després de l'Operació Òpera, la destrucció d'un reactor nuclear preoperacional dins d'Iraq per part de la Força Aèria israeliana el 1981, el primer ministre israelià, Menachem Begin, va respondre a les crítiques dient que "sota cap concepte permetrem que un enemic desenvolupi armes de destrucció massiva que pugui utilitzar-se contra el poble d'Israel". Aquesta política d'acció preventiva contra les armes de destrucció massiva reals o percebudes es va conèixer com la Doctrina Begin.
El terme "armes de destrucció massiva" va seguir apareixent periòdicament, normalment com a part del context del control d'armes nuclears; Ronald Reagan el va utilitzar durant la Cimera de Reykjavík de 1986, en referir-se al Tractat de l'espai exterior de 1967. El successor de Reagan, George H.W. Bush, va utilitzar el terme en un discurs de 1989 davant les Nacions Unides, principalment en referència a les armes químiques.
El final de la Guerra Freda va reduir la dependència dels Estats Units de les armes nuclears com a element dissuasiu, la qual cosa va fer que se centrés en el desarmament. Amb la invasió de Kuwait de l'any 1990 i la Guerra del Golf de 1991, els programes d'armes nuclears, biològiques i químiques de l'Iraq es van convertir en una preocupació especial de la primera Presidència de George H. W. Bush. Després de la guerra, Bill Clinton i altres polítics i mitjans de comunicació occidentals van continuar utilitzant el terme, normalment en referència als intents en curs de desmantellar els programes d'armament de l'Iraq.

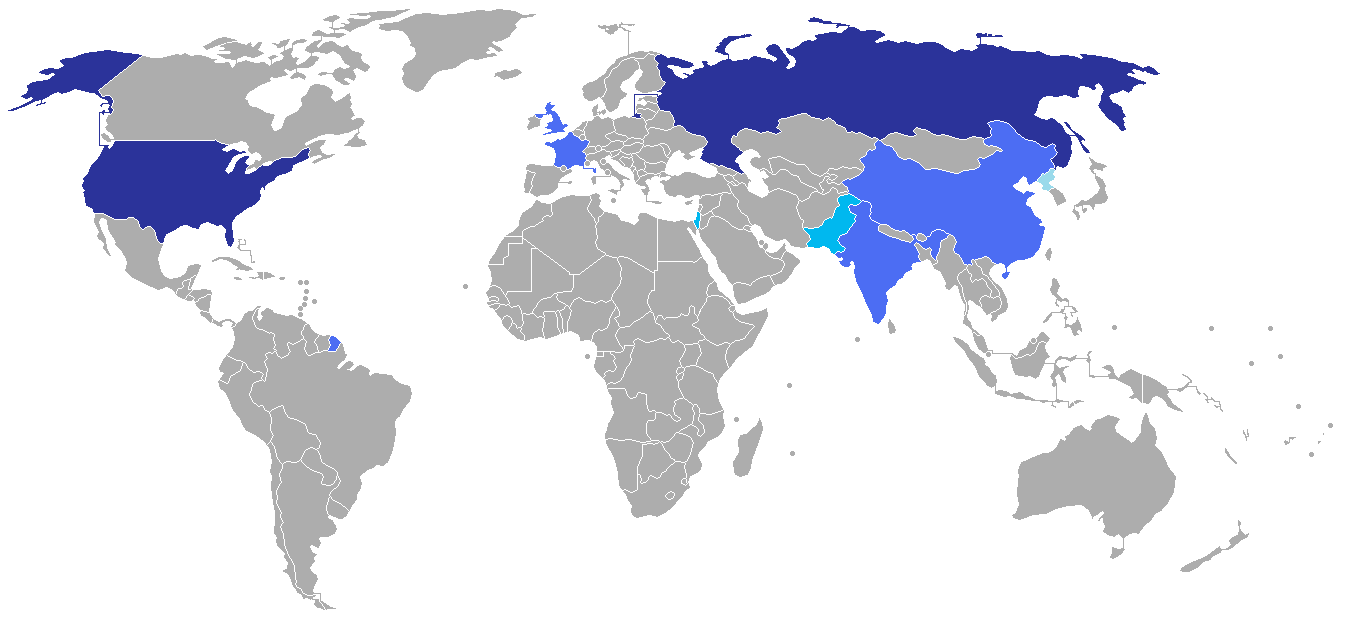
A principis de 2019, més del 90% dels 13.865 armes nuclears del món pertanyien a Rússia i els Estats Units.

Després dels atemptats de l'11 de setembre de 2001 i els atacs amb carboncle (àntrax) el 2001 als Estats Units, el temor a les armes no convencionals i a la guerra asimètrica es va apoderar de molts països. El temor va aconseguir un crescendo amb la crisi del desarmament de l'Iraq de 2002 i la suposada existència d'un acord sobre urani entre Níger i l'Iraq basada en documents falsos que es van convertir en la principal justificació per a la invasió de l'Iraq de 2003. Les forces estatunidenques no van trobar cap arma de destrucció massiva a l'Iraq. Van trobar antigues reserves de municions químiques, incloent sarín i gas mostassa, però totes es van considerar inutilitzables a causa de la corrosió o degradació. L'Iraq, no obstant això, va declarar el 2009 un arsenal d'armes químiques que el personal de l'ONU havia assegurat després de la Guerra del Golf de 1991. L'arsenal contenia principalment precursors químics, però algunes municions continuaven sent utilitzables.
A causa del seu prolífic ús i al seu perfil públic (mundial) durant aquest període, la American Dialect Society va votar el terme "armes de destrucció massiva" (i la seva abreviatura, "WMD") com la seva "paraula de l'any" el 2002, i el 2003 la Lake Superior State University va afegir el terme WMD (Weapons of Mass Destruction) a la seva llista de termes bandejats per "mal ús, ús excessiu i inutilitat general" (i "com a maniobra que gargoteja totes les formes d'agressió").
En la seva denúncia penal contra el principal sospitós de l'atemptat de la marató de Boston del 15 d'abril de 2013, l'FBI es refereix a una olla de pressió improvisada com a "arma de destrucció massiva"."
S'ha demanat que es classifiquin almenys algunes classes d'armes cibernètiques com a armes de destrucció massiva (ADM), en particular les destinades a provocar una destrucció (física) a gran escala, com per exemple atacant infraestructures crítiques. No obstant això, alguns estudiosos s'han oposat a classificar les ciberarmes com ADM al·legant que "no poden [actualment] ferir o matar directament a éssers humans amb la mateixa eficàcia que les armes o les bombes" o que clarament "compleixen les definicions legals i històriques" d'ADM.

## Definició en les lleis dels EUA
Per a les finalitats generals de la defensa nacional dels EUA, el seu Codi Federal defineix una arma de destrucció massiva com a:
- qualsevol arma o dispositiu que té la intenció, o la capacitat, de causar la mort o lesions corporals greus a un nombre significatiu de persones mitjançant l'alliberament, la difusió o l'impacte de:
  - substàncies químiques tòxiques o verinoses o els seus precursors
  - un organisme patogen
  - radiació o radioactivitat[25]

A l'efecte de la prevenció de la proliferació d'armes químiques, el Codi dels Estats Units d'Amèrica defineix les armes de destrucció massiva com a "armes químiques, biològiques i nuclears, i materials químics, biològics i nuclears utilitzats en la fabricació d'aquestes armes".

## Dret internacional
El desenvolupament i l'ús de les armes de destrucció massiva es regeixen per diverses convencions, acords i tractats internacionals, ratificat per diversos estats en cada cas.
| Tractat                                                                 | Data de la firma         | Data de l'entrada en vigor | Nombre d'estats que en formen part | Objectiu |
| ----------------------------------------------------------------------- | ------------------------ | -------------------------- | ---------------------------------- | --- |
| Protocol de Ginebra                                                     | 17 de juny de 1925       | 8 de febrer de 1928        | 145                                | Prohibició de l'ús d'armes químiques i biològiques                                                                          |
| Tractat de prohibició parcial de proves nuclears                        | 5 d'agost de 1963        | 10 d'octubre de 1963       | 126                                | Prohibició de tots els assajos d'armes nuclears excepte els realitzats sota terra                                           |
| Tractat de l'espai exterior                                             | 27 de enero de 1967      | 10 de octubre de 1967      | 111                                | Prohibició de l'emplaçament d'armes de destrucció massiva a l'espai                                                         |
| Tractat de No Proliferació Nuclear (TNP)                                | 1 de juliol de 1968      | 5 de març de 1970          | 191                                | 1. Prevenir la proliferació nuclear; 2. promoure el desarmament nuclear; 3. promoure els usos pacífics de l'energia nuclear |
| Tractat de control d'armes als fons marins (Seabed Arms Control Treaty) | 11 de febrero de 1971    | 18 de mayo de 1972         | 94                                 | Prohibició de l'estacionament d'armes de destrucció massiva al fons de l'oceà                                               |
| Tractat de Prohibició Completa dels Assajos Nuclears (CTBT)             | 10 de setembre de 1996   | No es troba en vigor       | 170                                | Prohibeix tots els assajos d'armes nuclears                                                                                 |
| Convenció sobre Armes Biològiques (CAB)                                 | 10 d'abril de 1972       | 26 de març de 1975         | 183                                | Prohibició total d'armes biològiques                                                                                        |
| Convenció sobre Armes Químiques (CWC)                                   | 3 de setembre de 1992    | 29 d'abril de 1997         | 193                                | Prohibició total d'armes químiques                                                                                          |
| Tractat sobre la prohibició de les armes nuclears (TPNW) (2021)         | 20 de septiembre de 2017 | 22 de enero de 2021        | 54                                 | Prohibició total de les armes nuclears                                                                                      |

## Símbols de perill comuns
| Tipus de símbol (Tòxic, Radioactiva o Biològic) | Símbol | Caràcter Unicode | Imatge |
| ----------------------------------------------- | ------ | ---------------- | ------ |
| Símbol Tòxic                                    | ☠      | U+2620           | [ 37 ] |
| Símbol Radioactiu                               | ☢      | U+2622           | [ 38 ] |
| Símbol Biològic                                 | ☣      | U+2623           | [ 39 ] |